# College Estate
College Estate est une banlieue de la cité de Whanganui, dans le District de Wanganui et la région de Manawatū-Whanganui de l'Île du Nord de la Nouvelle-Zélande.

## Démographie
College Estate, qui couvre une surface de 1,35 kilomètre carré avait une population de 1 284 résidents lors du recensement de 2018 en Nouvelle-Zélande, en augmentation de 141 personnes (soit 12,3 %) depuis le recensement de 2013 en Nouvelle-Zélande, et une augmentation de 168 personnes (soit 15,1 %) depuis le  recensement de 2006 en Nouvelle-Zélande. 
Il y avait 474 logements. 
On notait la présence de 609 hommes et 675 femmes, donnant un sexe ratio de 0.9 homme  pour une femme. 
L’âge médian était de 39,3 ans (comparé avec les 37,4 ans au niveau national), avec 264 personnes (soit 20,6 %) âgées de moins de 15 ans, 267 personnes (soit 20,8 %) âgées de 15 à 29 ans, 489 personnes (soit 38,1 %) âgées de 30 à 64 ans, et 264 personnes (soit 20,6 %) âgées de 65 ans ou plus.
L’ethnicité était de  82,0 % d’européens/Pākehā, 19,2 % Māori, 2,1 % personnes du Pacifique, 8.6% asiatiques et 2,1 % d’autres ethnies (le total peut faire plus de 100 % dans la mesure où une personne peut s’identifier avec de multiples ethnicités).
La proportion de personnes nées outre-mer était de 15,9 %, comparée aux 27,1 % au niveau national.
Bien que certaines personnes objectent à donner leur religion, 50,0 % n’avaient aucune religion, 36,9 % étaient chrétiens, 0,2 % étaient Hindouistes, 0,2 % étaient musulmans, 0,9 % étaient bouddhistes et 3,5 % avaient une autre religion.
Parmi ceux d’au moins 15 ans d’âge, 165 personnes(soit 16,2 %) avaient un niveau de licence ou un degré supérieur et207 personnes (soit 20,3 %) n’avaient aucune qualification formelle. 
Le revenu médian était de 23,100 $, comparé avec les 31,800 $ au niveau national. 
Le statut d’emploi de ceux d’au moins 15 ans était pour 372 personnnes (36,5 %) un emploi à temps plein, 165 personnes (16,2 %) étaient à temps partiel et 42 personnes (4,1 %) étaient sans emploi

## Éducation

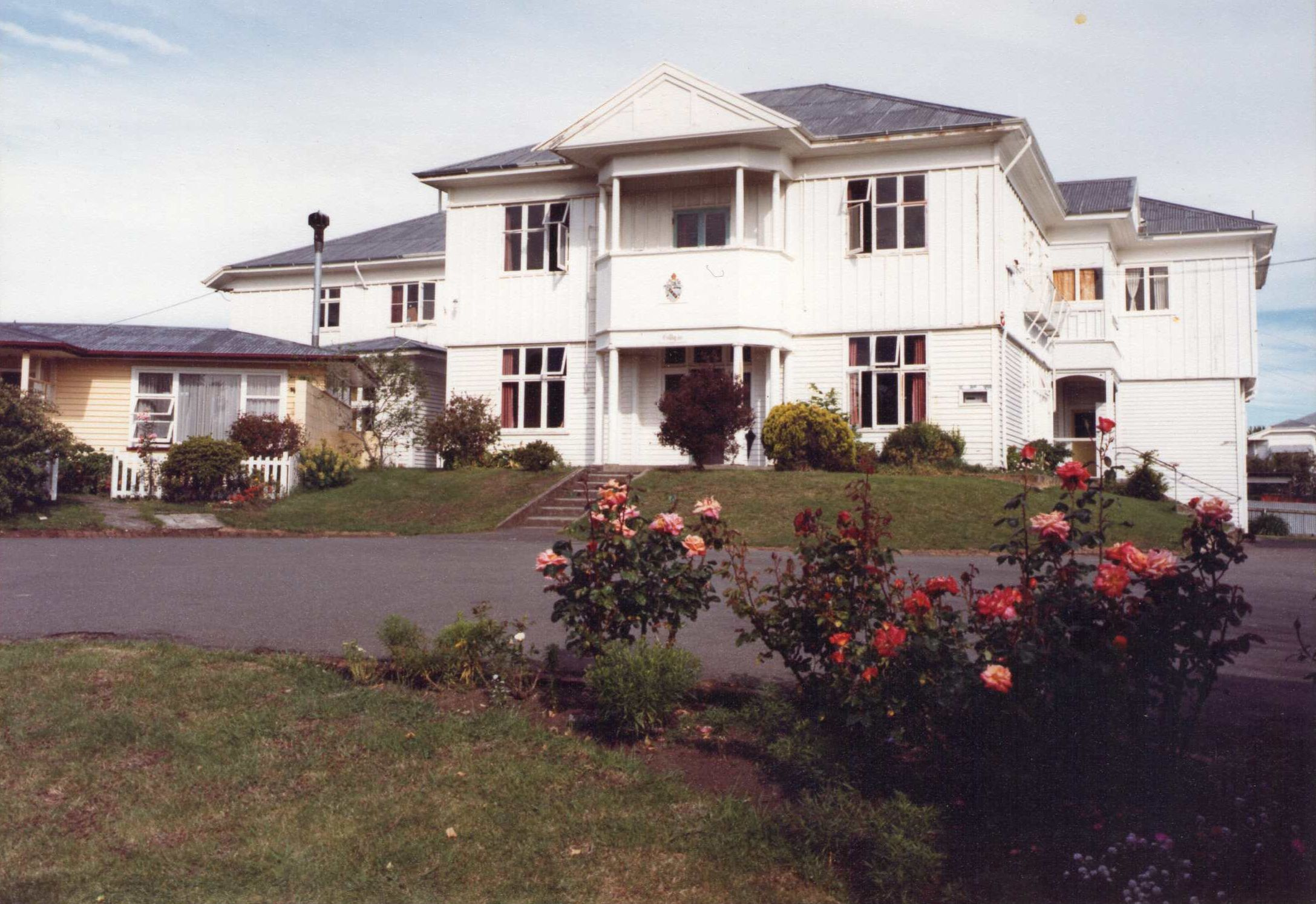
Maison Gilligan de l’école Collégiale en 1980

### Éducation publique
- L’école «Carlton School» est une école primaire, publique, mixte, allant de l’année 1 à  6 [3] avec un effectif de 260 élèves en mars 2021[4].

- L’école  «Whanganui Intermediate» est une école intermédiaire, publique, mixte [5],[6] avec un effectif de  541 élèves[7].

- L’école école secondaire deWhanganui (en) est une école secondaire, publique, mixte[8],[9] avec un effectif de  1 321 élèves[10].

- Le Whanganui City College  est une autre école secondaire , mixte, publique [11],[12] avec un effectif de 285 élèves[13].

### Éducation privée
- L’école école préparatoire St Georges (en) est une école primaire, mixte, intégrée au public [14],[15] avec un effectif de 149 élèves en mars 2021[16].

- Le école collègiale de Wanganui (en) est une école secondaire , mixte, intégrée au public [17],[18] avec un effectif de 435 élèves[19].